# Henri Marcoud
Auguste dit Henri Marcoud, né le 10 février 1835 dans l'ancien 3e arrondissement de Paris et mort le 10 novembre 1923 dans le 17e arrondissement, est un auteur-compositeur français.

## Biographie
Décorateur sur porcelaine, Henri Marcoud apparait pour la première fois comme parolier après la fin de la guerre de 1870. Il avait alors 36 ans. Il change pour l'occasion son prénom d'Auguste pour celui d'Henri qui était celui de son père, un commissionnaire d'origine suisse décédé en juin 1848 alors qu'il n'avait que 13 ans. 
Sa dernière œuvre connue, datée de 1906, clôture une carrière de près de 40 ans dans le domaine de la chanson et du monologue. Il avait alors 71 ans.
Mort à l'âge de 88 ans, il était veuf depuis décembre 1920 de Léontine Defeste, une couturière qu'il avait épousé en juillet 1860 dans le 10e arrondissement de Paris. 
Il a été inhumé avec sa femme dans le cimetière des Batignolles (9e division).

## Œuvres
- 1871 : Ma p'tit' chopine, chanson entre deux voix, paroles et musique
- 1872 : La grasse matinée, chanson, musique de G. Lucas
- 1872 : La lettre alsacienne, rondeau, musique de Joseph Darcier
- 1872 : Pour sûr, c' n'est pas moi !, chansonnette, paroles et musique
- 1872 : Le premier bain d'un auvergnat, scène comique, paroles et musique
- 1873 : Le portrait de ma tante !, chansonnette, musique de Frédéric Wachs
- 1874 : Nos bons commerçants ont tant jamais contrarier l'client, chansonnette, musique de Joseph-François Arnaud
- 1874 : La loge de ma portière, scène comique, musique de Frédéric Wachs
- 1875 : Ce qui fait du bruit et ce qui ne fait pas de train, chansonnette, musique de Victor Robillard
- 1876 : On n' peut êtr' complèt'ment heureux !, chansonnette, musique de Victor Robillard
- 1876 : Natole, éloignez-vous !, chansonnette, musique de Joseph-François Arnaud
- 1877 : Un bandeau sur les yeux, chansonnette comique, musique de Charles Pourny
- 1877 : C'est pas facile de s'en débarrasser, chansonnette, musique d'Auguste L'Eveillé[8]
- 1877 : J' n'en vois pas la nécessité !, chansonnette, musique de Victor Robillard
- 1878 : Les postiches de Ferdinand, indiscrétions comiques, musique de Victor Robillard
- 1878 : Ça suffirait à mon bonheur, chansonnette, musique de Joseph-François Arnaud[9]
- 1878 : Janot, scène comique, musique de Victor Robillard
- 1878 : N'y a d'la chance que pour ces gens- là !, chansonnette, paroles et musique
- 1880 : Aimable avec les hommes, chansonnette, musique de Victor Robillard[10]
- 1883 : J' din' chez du monde comme il faut, chansonnette comique avec accompagnement de piano, musique de Victor Robillard[11]
- 1884 : Les p'tit's femm's de chez Godillot, chansonnette avec accompagnement de piano, musique de Tac-Coen[12]
- 1884 : Si les camarades savaient ça !, scène comique avec accompagnement de piano, musique de Paul Bourgès[13]
- 1884 : La noce de mon cousin, chansonnette, musique d'Émile Spencer[14]
- 1887 : L'éducation de mou-de-veau ou ma façon de procéder !, musique de Victor Robillard
- 1897 : La grosse dame, chansonnette, paroles de Marcoud et Paul Briollet, musique de Del et de Marcoud
- 1901 : Une femme délicate, chansonnette comique, paroles de Briollet et Marcoud, musique de Louis Byrec et de Louis-Antoine Dubost
- 1903 : Mon homme et mon cochon !, chansonnette comique, paroles de Briollet et Marcoud, musique de Félix Chaudoir
- 1906 : Mini-parapluie, chansonnette comique, paroles d'Henri Marcoud et F. Dupuy, musique de Arthur Drouillon.